# ابيضاض المحببات المزمن
ابيضاض الدم النقوي المزمن أو ابيضاض المحببات المزمن أو اللوكيميا النخاعية المزمنة أو سرطان الدم النخاعي المزمن (بالإنجليزية:  Chronic Myeloid Leukemia)‏ هو مرض سرطاني يصيب الخلايا الجذعية متعددة القدرات المسؤولة عن تصنيع خلايا الدم (Pluripotent Hematopoietic Stem Cells). ويتميز عن أبيضاض الدم النقوي الحاد ببطء سير المرض في جسم المريض. ومن أهم العلامات الفارقة في هذا المرض وجود اضطراب وراثي خلوي يسمى بصبغي فيلادلفيا. يتم استخدام عدة أساليب للعلاج ومن أهمها دواء إماتينيب (Imatinib) وزراعة نخاع العظم الخيفي (Allogenic HSC transplant).
يشكل ما نسبته 15% من حالات الإصابة بإبيضاض الدم بمختلف الفئات العمرية، ويتم تشخيص 1-1.5 حالة لكل 100000 شخص سنويا كما أنه يصير الذكور أكثر من الإناث بنسبة 1.4:1. متوسط عمر الإصابة للمريض ما بين 50-60 عاما، ومثله كمثل إبيضاض الدم النقوي الحاد لا يوجد أي سبب معين لحدوث المرض مثل الأسباب الوراثية أو العوامل المعدية. وجد أن الإشعاعات الناتجة من القنبلة الذرية في هيروشيما وناغاساكي لها دور في حدوث المرض وتعتبر عوامل خطر.

## الفسيولوجيا المرضية

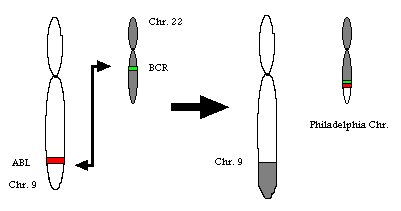
صورة تبين الازفاء (الانتقال المكاني) بين الصبغيين 9 و 22. كما يظهر في الصورة صبغي فيلادلفيا يحوي على الجينين ABL و BCR

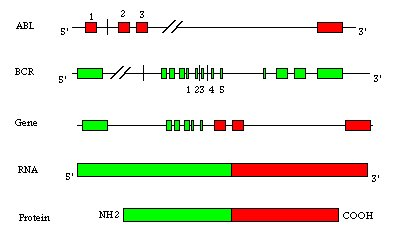
صورة توضح اندماج إكسونات النهاية 3 لجين ABL مع إكسونات النهاية 5 لجين BCR ليعطي البروتين المسرطن ذو حجم 210 كيلو دالتون

تم اكتشاف صبغي فيلادلفيا (صبغي 22) في عام 1960 بواسطة عالمين أميركيين من مدينة فيلادلفيا، حيث تم ملاحظة أن العديد من المصابين (70%-90%) بهذا المرض مصابون باضطراب وراثي خلوي متمثل بازفاء بين الكروموسومين 9 و 22 مما ينتج عنه اتحاد جيني بين الجين BCR الموجود على الصبغي 22 والجين ABL الموجود في الصبغي 9 لإنتاج بروتين حجمه 210 كيلو دالتون (في بعض الحالات 190 كيلو دالتون حسب نقطة الكسر).
المهمة الرئيسية للجين المسرطن ABL هي فسفرة بقايا التايروسين للبروتينات، أي بمعنى آخر أن هذا البروتين يعمل عمل إنزيم تايروسين كاينيز. أما بالنسبة للجين BCR فليست هناك معلومات كافية عنه ولكن يعتقد أن له علاقة بتنظيم دورة حياة الخلية. البروتين الناتج من اتحاد هذين الجينين يظهر وجود نطاق N الطرفي على جهة جين BCR ونطاق C الطرفي على جهة ABL. وجدت الدراسات أنه عند فقدان النطاق الطرفي N لبروتين ABL يساعد على زيادة نشاط النطاق المسؤول عن الفسفرة، وبالتالي يعمل هذا البروتين على تحفيز بروتينات أخرى عن طريق نقل الإشارة التي لها علاقة بتصليح أعطاب الدنا ودورة حياة الخلية وتثبيط استموات الخلايا مما يجعلها سريعة الانقسام والتكاثر.

## تصنيف المرض
- أبيضاض نقوي مزمن مع وجود صبغي فيلادلفيا (+Ph).
- أبيضاض نقوي مزمن بدون صبغي فيلادلفيا (-Ph).
- أبيضاض العدلات المزمن (Chronic Neutrophilic Leukemia).
- أبيضاض نقوي مزمن يافع (Juvenile Cronic Myeloid Leukemia).
- أبيضاض كريات الدم البيضاء الحامضية المزمن (Chronic Eosinophilic Leukemia).
- أبيضاض نقوي وحيدي مزمن (Chronic Myelomonocytic Leukemia).

## أطوار المرض
- تطور المرض من 5-7 سنوات حيث لوحظ أن معظم الناجين من القنبلة الذرية أصيبوا بالمرض بعد تلك الفترة.
- الطور المزمن (Chronic Phase) من المرض وقد يستمر من 2-7 سنوات وفي بعض الحالات النادرة قد يصل إلى 15 أو 20 سنة. وفي معظم الحالات يشخص المرض في هذا الطور.
- الطور المتسارع (Accelerated Phase) يصاب نصف المرضى بهذا الطور حيث تزداد شدة المرض تدريجيا وتكون نسبة الخلايا الأرومية من 10%-19% في الدم أو نخاع العظم.
- أما النصف الآخر يطورون الطور الأرومي (Blast Phase) من المرض ويتحول المرض من مزمن إلى حاد، وتكون نسبة الخلايا الأرومية أكثر من 20% في الدم أو نخاع العظم.

## العلامات والأعراض
تختلف الأعراض على حسب طور المرض. لا يشتكي المصاب في الطور المزمن غالباً من أي عرض. لكن بعضهم قد يشتكي من عدم الارتياح أو ألم في منطقة الربع العلوي الأيسر بسبب تضخم الطحال، مع أعراض متعلقة بزيادة عمليات الأيض مثل فقدان الوزن والتعرق الليلي وارتفاع درجة الحرارة.
في الطور المتسارع قد يشتكي المريض من أعراض متعلقة بفقر الدم مثل الشحوب وضيق النفس، تكرر الالتهابات البكتيرية بسبب انخفاض خلايا الدم البيض المتعادلة، أو أعراض متعلقة بانخفاض الصفائح الدموية كظهور حبرات على الجلد أو النزيف. بعض المرضى بفرط الكريات البيض العرضي فيعاني المريض من اضطرابات في الرؤية بسبب انسداد أوعية الشبكية الدموية. قد يصاب البعض مرض النقرس بسبب زيادة حمض اليوريك في الدم نتيجة تحطم البيورينات.
علامات وأعراض الطور الأورمي مطابقة للوكيميا الحادة.

## تشخيص المرض مخبريا

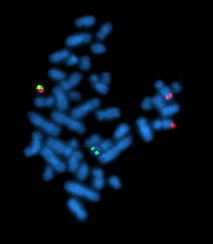
صورة تبين وجود صبغي فيلادلفيا عن طريق فحص التهجين الموضعي المتألق. جين ABL يظهر باللون الأحمر وجين BCR يظهر باللون الأخضر. تظهر الصورة اتحاد الجينين ليعطي المزيج الأحمر والأخضر والأصفر

### عد مكونات الدم
يظهر فحص عد مكونات الدم:
- هبوط في خضاب الدم (الهيموجلوبين).
- ارتفاع عدد كريات الدم البيض وخاصة العدلة.
- زيادة في كريات الدم البيضاء القاعدية.
- زيادة في عدد الصفائح الدموية. في بعض الحالات تكون ضمن المستوى الطبيعي وفي بعض الحالات الأخرى دونه.
- هبوط في إنزيم الفوسفات القاعدي للعدلات (كريات الدم البيضاء المتعادلة).

### خزعة نخاع العظم
تظهر خزعة نخاع العظم
- ارتفاع في أعداد الخلايا وخاصة من النوع النقوي.
- ارتفاع في أعداد الخلايا الكبيرة النوى.

### الفحوصات الخلوية الوراثية
- تشخيص المرض عن طريق التهجين الموضعي المتألق (Flourscent in situ hybridization) لرؤية الانتقال المكاني بين الكروموسومين 9 و 22.
- تظهر 70 - 80% من الحالات التي تتحول من الطور المزمن إلى الطور الأرومي، بعض الاختلالات الخلوية الوراثية الإضافية مثل وجود صبغي فيلادلفيا إضافي أو تثلث الصبغيات (3 نسخ لكروموسوم 8 أو 9 أو 19 أو 21)أو ظهور صبغي متساوي الأذرع (كروموسوم 17).

### الفحوصات الجزيئية
- استخدام فحص البقعة الجنوبية للتحري عن التركيب BCR-ABL. يستخدم هذا الفحص عند المرضى الذين يظهرون صورة طبيعيية للكروموسومات (عدم وجود صبغي فيلادلفيا).
- استخدام فحص تفاعل البوليميريز المتسلسل العكسي للتحري عن الرنا المرسال للتركيب الجيني BCR-ABL. يساعد هذا الفحص على معرفة الوزن الجزيئي للتركيب (210 أو 190 أو 230 كيلو دالتون) للتمييز بين الأمراض التي تشترك بوجود صبغي فيلادلفيا.
- في حالة التحول للطور الأرومي تم الكشف في بعض الحالات عن وجود الرنا المرسال للتركيب الجيني BCR-ABL بالنسختين ذات 210 و 190 كيلو دالتون.

## العلاج

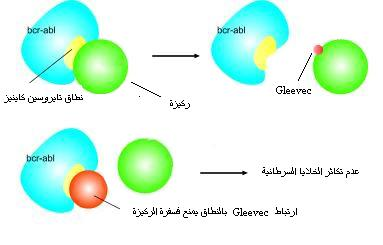
طريقة عمل دواء ايماتنيب

تعد زراعة نخاع العظم الخيفي من أنجح الوسائل لعلاج المرض ولكن لمحدودية العلاج باقتصاره على نسبة ضئيلة من المرضى تم الإتجاه لتطوير أدوية جديدة. وفي عام 1998 تم طرح علاج Imatinib وكان له دور فاعل في علاج المرض وعدم اقتصاره على فئه معينة من المرضى.
- إيمينتاب Imatinib Mesylate (الاسم التجاري Gleevec أو Glivec)

يعمل هذا الدواء كمثبط لنطاق أدينوسين ثلاثي الفوسفات الموجود في الاتحاد الجيني ABL-BCR لمنع فسفرة أو نقل إشارة للجزيئات الأخرى. أظهرت الأبحاث أن أكثر من 80% من المرضى أظهروا عدم وجود صبغي فيلادلفيا في الخلايا السرطانية.
من الأعراض الجانبية للعلاج غثيان وصداع وطفح جلدي وآلام في العظام وتسمم خلايا الكبد ويظهر ذلك بارنفاع أنزيمات الكبد.
- هايدروكسي يوريا Hydroxyureua يتم استخدام هذا العلاج مع المرضى الذين لم يظهروا تحسنا عند العلاج بإمينيتاب وويزول صبغي فيلادلفيا خلال فترة من 4-8 أسابيع. يعمل هذا الدواء على سلائف الخلايا النقوية. ومن الأعراض الجانبية للعلاج الغثيان والإسهال واضطرابات معوية وطفح جلدي
- إنترفيرون ألفا Interferon α: أظهرت الأبحاث شفاء ما نسبته 75% من المرضى وخلوهم من صبغي فيلادلفيا، وأظهرت أيضا أن استخدام إنترفيرون ألفا مع هايدروكسي يوريا يرفع نسبة النجاة من المرض مقارنة باستخدام إنترفيرون ألفا فقط، ومن الأعراض الجانبية له أعراض شبيهه بأعراض الإنفلونزا.
- بسلفام Busulpham هو العلاج الرئيسي في عقدي السيتينيات والسبيعينيات من القرن الماضي، ويعمل على الخلايا الجذعية البدائية.

لم يعد يستخدم في العلاج، ولكنه يستخدم مع المرضى الذين سيخضعون لعملية زرع نخاع العظم.
- هوموهارينكتونين homoharringtonine علاج جديد تحت البحث والتطوير ويعمل على تحفيز استموات الخلايا السرطانية. وتصل نسبة استجابة المرضى للعلاج إلى 70%، وجد أن العلاج يعمل بشكل أفضل في حالة استخدامه مع إنترفيرون ألفا.
- زراعة نخاع العظم الخيفي (Allogenic Bone Marrow Transplantation) يعد العلاج الأمثل للمرض حيث تصل نسبة الشفاء من المرض إلى 80%. قبل الزراعة يتم إعطاء المريض سايكلوفوسفمايد Cyclophosphamide بالإضافة لتعريض الجسم للأشعة وإعطائه بسلفام لتثبيطه مناعيا.

ولكن هناك عدة عوامل يجب الأخذ بها قبل القيام بعملية الزراعة وهي عمر المريض وطور المرض عند الزراعة ومدة الإصابة بالمرض ودرجة التطابق النسيجي بين المتبرع والمستقبل وجنس المتبرع. أي مريض يزيد عمره عن 50 يتم استبعاد علاج الزراعة. من أهم المضاعفات التي ممكن أن تسبب مشاكل للمريض مثل مرض الطعم ضد المضيف (Graft versus Host) أو احتمال الإصابة بعدوى فايروسية.
تصل نسبة الشفاء من المرض إلى 80%. و 20% من الحالات تفشل وتؤدي إلى موت المريض، 15% من الحالات يتم فيها انتكاسة المريض وعودة المرض خلال سنة واحدة إلى ثلاث سنوات. وعند انتكاسة المريض يتم اللجوء لإنترفيرون ألفا مع هايدروكسي يوريا أو إعادة عملية الزراعة.

## الأمراض المتعلقة بأبيضاض الدم النقوي المزمن
- أبيضاض نقوي مزمن بدون صبغي فيلادلفيا (بالإنجليزية: Ph-negative Chronic Myeloid Leukemia)‏: نسبة المصابين بالمرض لا تتعدى 6%، وتختلف الأعراض قليلا عن مرضى (Ph +). وعادة يكون مآل المرض سيئا مقارنة بالمرضى الذين يوجد لديهم صبغي فيلادلفيا.
- أبيضاض كريات الدم البيضاء المتعادلة المزمن (بالإنجليزية: Chronic Neutrophilic leukemia)‏: نادر جدا ويتميز بارتفاع أعداد كريات الدم البيضاء المتعادلة وإنزيم الفوسفات القاعدي لكريات الدم البيضاء المتعادلة. لم يتم تسجيل أي خلل وراثي خلوي في هذا المرض. ويكون مآل المرض جيدا.
- أبيضاض كريات الدم البيضاء الحامضية المزمن (بالإنجليزية: Chronic Eosinophilic Leukemia)‏ : نسبة الإصابة به قليلة جدا، ترتفع فيه أعداد كريات الدم البيضاء الحامضية. تم اكتشاف أن هناك خبنا (حذفا) لجزء من الكروموسوم 4 مما يؤدي إلى اتحاد جيني بين FIP1L1 و PDGFRA.
- أبيضاض نقوي وحيدي مزمن (بالإنجليزية: Chronic Myelomonocytic Leukemia)‏ وتكون الأعراض فيه مشابهه لمرض أبيضاض الدم النقوي المزمن 
 (+Ph) ولكن بارتفاع كريات الدم البيضاء الوحيدة. لا وجود لصبغي فيلادلفيا في الحالات التي تم تشخيصها وبالمقابل وجدت بعض الاضطرابات الوراثية من نوع الازفاء (الانتقال المكاني) بين كروموسومي 5 و 12 وكروموسومي 8 و 13. مرضى هذا النوع يستجيبون بشكل إيجابي لدواء إيمينيتاب.
- أبيضاض نقوي مزمن يافع (بالإنجليزية: Juvenile Chronic Myeloid Leukemia)‏ وعادة ما يصيب الأطفال دون سن 12 ويشكل ما نسبته 2% من سرطانات الدم عند الأطفال. تكون الأعراض عن تضخم في الغدد الليمفاوية وتضخم في الكبد والطحال. يظهر الفحص المخبري فقر دم وهبوط في الصفائح وزيادة في أعداد البيضاء وارتفاع الهيموكلوبين من نوع F ولا وجود لصبغي فيلادلفيا. زراعة العظم الخيفي أفضل علاج لهذه الحالات.

## مواضيع ذات صلة
- أبيضاض الدم النقوي الحاد